# Commissione D'Aragona
La Commissione D'Aragona o Commissione per la riforma della previdenza sociale fu una commissione istituita nel 1947 dal Ministro del Lavoro per studiare le riforme sociali.
La Commissione D'Aragona e la precedente "Commissione per lo studio dei problemi del lavoro" del 1946, furono le due fondamentali iniziative di riforma delle politiche promosse nell'immediato dopoguerra. Essa propose una forte estensione della partecipazione dei cittadini nello stato sociale, in direzione universalistica. Le raccomandazioni tuttavia non diedero luogo ad azioni di riforma.

## Contesto storico
Gli ultimi anni della seconda guerra mondiale e il dopoguerra furono un periodo di estese riforme sociali in Europa, per mitigare l'impatto del conflitto, superare i profondi limiti mostrati dalle politiche sociali precedenti e per dare direzione e impeto alla ripresa sociale ed economica. Furono gli anni della nascita dello stato sociale (welfare state) come modello generale, fondato su assicurazioni sociali universalistiche (cioè destinate a tutti i cittadini e non solo a categorie di lavoratori) e estesi servizi pubblici. Nel 1942 in Gran Bretagna venne pubblicato il Rapporto Beveridge, che proponeva un piano articolato di riforme in questa direzione. Il documento divenne subito un riferimento internazionale.
In Italia, subito dopo la fine della guerra, le riforma della previdenza divenne un priorità politica. Nel mezzo del grande impatto sociale ed economico del conflitto, il basso valore delle pensioni alimentò l'urgenza della riforma. Il Governo Badoglio aveva tentato di istituire una Commissioner per la riforma della previdenza nel 1944, senza riuscirci. Misure di emergenza vennero intraprese sin dal 1946 con la creazione di fondi integrativi delle pensioni più basse e della pensione per i superstiti.
Il piano Beveridge alimentò anche in Italia un acceso dibattito. Tutti i principali partiti politici avevano avviato proprie riflessioni sulle riforme sociali da attuarsi nel dopoguerra. Esisteva un ventaglio di idee molto diverse. Tuttavia, in prevalenza si accettava la necessità di ampie riforme sociali per estendere l'acceso alle tutele tra la popolazione. Molte posizioni rimanevano vicine al modello occupazionale che era stato consolidato in epoca fascista ed era il più diffuso in Europa continentale: si propendeva ad estendere le assicurazioni a ulteriori categorie occupazionali che rimanevano ancora escluse (gli indipendenti, sostanzialmente). C'erano forti resistenze ad accettare un modello universalistico, considerato legato al concetto di stato liberale: sia la cultura cattolica, sia la cultura marxista, ambivano a superare il modello liberale di Stato e a promuovere (per fini diversi) un ruolo centrale dello Stato nell'economia e nella società.

## Lavoro e esito della Commissione

### Costituzione e svolgimento dei lavori
«Va facendosi luce una corrente che afferma che la assicurazione sociale dovrebbe avere carattere generale, nel senso cioè che
dovrebbe essere estesa a tutta la popolazione di ambo i sessi e di tutte le età, senza escluderne quanti si ritengono in grado di provvedere direttamente a se stessi. I sostenitori di simile tesi ritengono che le condizioni economiche individuali possono sempre mutare e porre anche le
persone che hanno una situazione economica ritenuta sicura, in condizione di non poter provvedere a se stessi in caso di malattia o di vecchiaia o di altre disgrazie sociali, venendo così a gravare sulla collettività. Se i ricchi non avranno bisogno di ricorrere ai servizi dell'assicurazione sarà tanto di guadagnato per loro e per gli altri che usufruiranno di quanto non goduto da loro. I sostenitori di questa tesi ritengono che adottando i loro criteri si semplificherebbero le cose, abolendo tutti i contributi, o buona parte di essi, sostituendoli con una
tassazione a carico dei contribuenti. Sarebbe così risolto anche il problema della unificazione dei contributi. Alla nostra competenza, al nostro senno, spetta stabilire se i tempi sono maturi per simile radicale soluzione del problema delle assicurazioni sociali.»

— D'Aragona, L. Relazione Introduttiva. Ministero del Lavoro e della Previdenza Sociale, Commissione per la riforma della previdenza sociale, Relazione sui lavori della Commissione (4 luglio 1947 – 29 febbraio 1948), Roma, Tipografia ATEL, 1948. (Citato in Masulli, 2011)
La Commissione prende il nome dal suo presidente, il politico socialista Ludovico D'Aragona. La Commissione venne istituita dal Ministro del Lavoro (Amintore Fanfani) del Governo De Gasperi IV nel luglio 1947. 
La Commissione D'Aragona venne costituita parallelamente ai lavori dell'Assemblea Costituente, per formulare direzioni di riforma delle politiche sociali.
La Commissione fu composta da 4 esperti, 4 rappresentanti dei lavoratori, 4 dei datori di lavoro e 8 dei principali ministeri interessati. Lavorò sei mesi. La pubblicazione delle sue conclusioni avvenne in concomitanza delle elezioni politiche del 1948, sulla quale era centrata l'attenzione pubblica

### Mozioni
La Commissione produsse 88 mozioni, tra le quali:
- l'unificazione e la semplificazione amministrativa del settore previdenziale;

- assicurazioni per tutti i lavoratori (compresi quelli autonomi) per malattia, vecchiaia, l'invalidità e l'infortunio;
- assicurazione per la disoccupazione, indennità economiche di malattia e assegni familiari per i lavoratori dipendenti;
- costituzione di un unico regime assicurativo per la vecchiaia, su base retributiva;
- costituzione di un servizio sociale in campo sanitario, controllato dallo Stato, sebbene da operare non esclusivamente attraverso strutture statali.

### Effetti e reazioni
Le raccomandazioni non diedero luogo a riforme legislative, ma contribuirono al dibattito interno all'Assemblea Costituente.
Un comitato di esperti venne chiamato dal Ministero del Lavoro a valutare i costi delle riforme proposte e mosse obiezioni fondamentali.
Molti interessi si opposero alle raccomandazioni. La Confindustria e le associazioni dei professionisti si opposero agli effetti redistribuivi delle proposte, così come si opposero altre categorie che vedevano minacciati privilegi acquisiti nel sistema corporativo fascista.

## Valutazioni storiche
Alcuni storici hanno sottolineato la portata innovatrice di alcun proposte chiave prodotte dalla Commissione. Tra di esse era l'allargamento della previdenza agli autonomi, quindi in forte chiave universalistica, senza limiti di reddito; si stimò che le riforme proposte avrebbero escluso dalle assicurazioni sociali solo il 2% della popolazione (abbienti, prostitute, mendicanti e detenuti) e avrebbero generato prestazioni pensionistiche molto rafforzate, fino al 60% della retribuzione. Storici ne hanno parimenti sottolineato l'inabilità a superare la polarizzazione politica dell'epoca. Questa fu responsabile dell'incapacità complessiva della politica di generare riforme di ampio respiro, cosicché venne mantenuto per le due decadi successive l'impianto di stato sociale ereditato dalle epoche precedenti.
Altri hanno sottolineato come la Commissione si mosse nel perimetro delle idee prevalenti tra gli attori politici dell'epoca in Italia. Le sue mozioni tendono alla estensione della sicurezza sociale a una più larga parte della popolazione, ma non superano i principi occupazionali che caratterizzavano lo stato sociale italiano fino ad allora. Parimenti la Costituzione sancì forti principi e diritti sociali: il dovere di solidarietà economica (Art. 2) e il principio di eguaglianza delle opportunità a garanzia del pieno sviluppo della persona (Art. 3, c. 2) sono le fondamenta sulle quali sono costruiti i diritti di eguale accesso a lavoro, istruzione, salute, cultura, e sicurezza sociale. La Costituzione non prescrisse une forma economica particolare per soddisfare questi diritti, ma aprì ad un pluralismo di attori, superando lo statalismo dell'epoca fascista. Nel campo delle tutele sociali, la Costituzione, sancì diritti universali alla tutela della salute con cure gratuite per gli indigenti (Art. 32); al mantenimento e all'assistenza sociale per ogni cittadino inabile al lavoro e sprovvisto dei mezzi necessari per vivere (Art. 38); alla protezione in caso di infortunio, malattia, invalidità e vecchiaia, disoccupazione involontaria (Art. 38). Tuttavia la Costituzione riflette l'aspirazione ad una società fondata sul diritto e il dovere di lavorare. La condizione di lavoratore è centrale alla definizione dei diritti di copertura previdenziale, mentre lo è meno la definizione di diritti sociali chiaramente universalistici.